# SEAL Team (serie televisiva)
SEAL Team è una serie televisiva statunitense, creata da Benjamin Cavell, e prodotta dal 2017 al 2024 per sette stagioni.
Le prime quattro stagioni sono state trasmesse a partire dal 27 settembre 2017 sul canale CBS, mentre, dopo i primi quattro episodi, la quinta stagione (e le successive) sono state pubblicate sulla piattaforma streaming Paramount+.
In Italia la serie è stata trasmessa sulle reti Rai.

## Trama
La serie segue le vicende del Team Bravo, una unità d'élite del DEVGRU dei Navy SEAL. 
La squadra è impegnata in operazioni militari non solo sul suolo statunitense, ma soprattutto in giro per il mondo dove affrontano terroristi, aiutano innocenti, e combattono in nome del loro Paese.

## Episodi
| Stagione         | Episodi | Prima TV USA | Prima TV Italia |
| ---------------- | ------- | ------------ | --------------- |
| Prima stagione   | 22      | 2017-2018    | 2018            |
| Seconda stagione | 22      | 2018-2019    | 2019-2020       |
| Terza stagione   | 20      | 2019-2020    | 2020            |
| Quarta stagione  | 16      | 2020-2021    | 2021            |
| Quinta stagione  | 14      | 2021-2022    | 2023            |
| Sesta stagione   | 10      | 2022         | 2023            |
| Settima stagione | 10      | 2024         | 2024            |

## Personaggi e interpreti

### Personaggi principali
- Jason Hayes (stagioni 1-7), è un Master Chief Special Warfare Operator (capo di prima classe), forte leader del Team Bravo, una delle squadre operative del Seal Team Six, codice 1B9, interpretato da David Boreanaz, doppiato da Alessio Cigliano.[2]
- Clay Spenser (stagione 1-6), Special Warfare Operator Second Class (secondo capo), codice 6B9, interpretato da Max Thieriot, doppiato da Flavio Aquilone
- Amanda "Mandy" Ellis (stagioni 1-3, ; guest 5-7), analista della CIA, dalla terza stagione, dopo il declassamento, si occuperà degli interrogatori per la CIA ma poi deciderà di ritirarsi nel secondo episodio della quarta stagione. È interpretata da Jessica Paré, doppiata da Eleonora Reti.
- Raymond "Ray" Perry (stagioni 1-7), Senior Chief Special Warfare Operator (capo di seconda classe) poi dalla quarta stagione promosso Chief Warrant Officer Two, esperto veterano di guerra nonché consigliere di Jason, codice 2B9, interpretato da Neil Brown Jr, doppiato da Riccardo Scarafoni.
- Percival "Sonny" Quinn (stagioni 1-7), Special Warfare Operator First Class (secondo capo scelto) leale con tendenze autodistruttive e un passato oscuro che riaffiora puntualmente, codice 3B9, interpretato da A. J. Buckley, doppiato da Francesco De Francesco.
- Lisa Davis (stagioni 1-7), Petty Officer Second Class (secondo capo) della logistica, dalla terza stagione Ensign (guardiamarina) e dalla quinta Lieutenant jr. (sottotenente di vascello) dell'Intelligence della Marina, interpretata da Toni Trucks, doppiata da Alessia Amendola.
- Eric Blackburn (ricorrente stagione 1; regolare stagioni 3-4, guest 5-7), Lieutenant Commander (capitano di corvetta) del Team Bravo e poi dalla quarta stagione Commander (capitano di fregata) del DEVGRU, interpretato da Judd Lormand, doppiato da Stefano Alessandroni.
- Omar Hamza (stagioni 6-7), interpretato da Raffi Barsoumian.
- Drew Franklin (stagione 7), interpretato da Beau Knapp.

### Personaggi ricorrenti
- Alana Hayes (stagioni 1-2, guest 6), interpretata da Michaela McManus.
- Nate Massey, interpretato da Daniel Gillies.
- Adam Seaver, interpretato da Michael Irby.
- Ash Spenser, interpretato da C. Thomas Howell.
- Trent Sawyer, interpretato da Tyler Grey. Tyler Grey oltre che interpretare un Navy Seal con specializzazione medica, ha collaborato attivamente come consulente militare grazie alla sua esperienza come membro del 75th Ranger Regiment e della Delta Force, unità d'élite delle forze speciali dell'Esercito americano.
- Brock Reynolds, interpretato da Justin Melnick.
- Scott "Full Metal" Carter (stagioni 1-4), interpretato da Scott Foxx.
- Victor "Vic" Lopez, interpretato da Lucca De Oliveira.
- Michael "Thirty Mike" Chen, interpretato da Tim Chiou.
- Naima Perry (stagione 1-7), interpretata da Parisa Fakhri.
- Stella Baxter (stagioni 1-2, 4-7; ricorrente 3) interpretata da Alona Tal.
- Emma Hayes, interpretata da Kerri Medders.
- Mike "Mickey" Hayes, interpretato da Ammom Jacob Ford.

## Distribuzione
La prima stagione, composta da 22 episodi, viene trasmessa dalla CBS dal 27 settembre 2017 al 16 maggio 2018. Il 28 marzo 2018 la CBS rinnova la serie per una seconda stagione, sempre composta da 22 episodi. La seconda stagione viene trasmessa sempre dalla CBS, dal 3 ottobre 2018 al 23 maggio 2019. Il 9 maggio 2019, la serie viene rinnovata per una terza stagione, composta da 20 episodi, e trasmessa, sempre dalla CBS, dal 2 ottobre 2019 al 6 maggio 2020. Nel maggio 2020, la serie viene rinnovata per una quarta stagione, composta da sedici episodi. La quarta stagione viene trasmessa da CBS dal 2 dicembre 2020. Nel maggio 2021, la serie viene rinnovata per una quinta stagione, che viene trasmessa su Paramount+. Il 1º febbraio 2022 la serie viene rinnovata per la sesta stagione trasmessa su Paramount+. A gennaio 2023, la serie viene rinnovata per una settima ed ultima stagione, nuovamente trasmessa su Paramount+ dal 2024.

## Accoglienza
Su Rotten Tomatoes, la serie ha un indice di gradimento del 69% con un voto medio di 5.75 su 10 basato su 16 recensioni, mentre su Metacritic ha un punteggio di 57 su 100, basato su 16 recensioni.